# Camille Arambourg

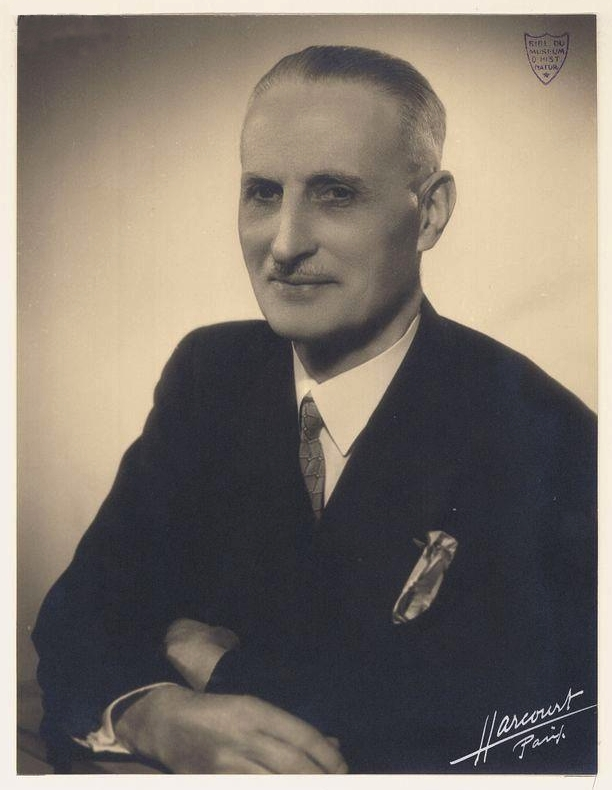
Camille Arambourg (um 1940)

Camille Louis Joseph Arambourg (* 2. März 1885 in Paris; † 19. November 1969 ebenda) war ein französischer Agraringenieur, Geologe, Anthropologe und Paläoanthropologe. Von 1936 bis 1956 war er als Nachfolger von Marcellin Boule Professor für Paläontologie am Muséum national d’histoire naturelle in Paris.

## Werdegang
Nachdem Camille Arambourg die Privatschule Sainte-Croix de Neuilly in Neuilly-sur-Seine, einem westlichen Vorort von Paris, absolviert hatte, studierte er von 1903 bis 1908 am Institut national agronomique und erwarb einen Abschluss als Agraringenieur. Danach siedelte er zu seiner Familie nach Oran in Algerien über, das damals französisches Staatsgebiet war, und unterstützte seinen Vater beim Aufbau eines Weinguts. Zuständig für die Verbesserung der Bewässerung, entdeckte er zwischen den Weinstöcken und in deren Umgebung immer wieder fossile Fische aus dem Miozän, die er ausgrub und sammelte. Er nahm Kontakt zur naturwissenschaftlichen Fakultät der 1909 gegründeten Universität Algier auf und konnte auf diese Weise seine Kenntnisse auf den Gebieten der Geologie und der Paläontologie verbessern.
Im Ersten Weltkrieg war Arambourg als französischer Soldat in Makedonien stationiert. Dort sammelte er in der Umgebung von Thessaloniki zahlreiche miozäne Säugetier-Fossilien, die er nach Kriegsende und seiner Rückkehr nach Algerien dem Muséum national d’histoire naturelle schenkte. Im Jahr 1920 wurde er zum Professor für Geologie am Institut Agricole d’Alger (heute: École nationale supérieure agronomique d’Alger) berufen. In den folgenden zehn Jahren sammelte er weiterhin – neben seinen Lehraufgaben – miozäne Fische und pleistozäne Wirbeltiere in Algerien und den angrenzenden Gebieten des Maghreb. 1930 wurde er als Professor für Geologie an seine ehemalige Ausbildungsstätte, das Institut national agronomique, berufen, und 1936 schließlich auf die Professur für Paläontologie am Muséum national d’histoire naturelle in Paris.
Camille Arambourg war seit Juni 1910 mit Julie Marie Froget verheiratet.

## Forschung
Zeit seines Lebens erforschte Camille Arambourg die fossilen Wirbeltiere aus dem Pliozän und dem Pleistozän des heutigen Nordafrikas. Die im Umkreis des väterlichen Weinguts geborgenen fossilen Fische veranlassten ihn jedoch auch zu ergänzenden Studien in Spanien und Italien, so dass eine seiner ersten Veröffentlichungen 1928 den miozänen Fischen des gesamten Mittelmeerraumes gewidmet war. 1933 folgte beispielsweise eine Übersichtsarbeit zu den fossilen Bären Nordafrikas und 1938 eine umfangreiche Studie über die fossilen Säugetiere Marokkos. In einer Würdigung zu seinem zehnten Todestag erwähnte Yves Coppens 1979, dass von Arambourgs insgesamt 231 veröffentlichten Büchern und Fachartikeln fast 200 der Forschung in Afrika gewidmet sind und davon 108 speziell den Fossilien Nordafrikas, darin enthalten zahlreiche Erstbeschreibungen von Arten und Gattungen.
Arambourg setzte jedoch auch Impulse für die Erforschung der Stammesgeschichte des Menschen in Afrika. Zu Recht identifizierte er den 1954 bei Muaskar in Algerien entdeckten Unterkiefer von Ternifine als Fossil eines Urmenschen, den er als Atlanthropus mauritanicus („Atlas-Mensch“) bezeichnete. Heute wird dieses vermutlich 700.000 Jahre alte Fossil zu Homo erectus gestellt und gilt als einer der ältesten menschlichen Überreste Nordwestafrikas. 1965 beschrieb er den Neandertaler-Fund vom Djebel Irhoud in Marokko, und bereits 1932/33 hatte er zudem eine Expedition zum Fluss Omo in Äthiopien durchgeführt. Von 1967 bis zu seinem Tod im Jahr 1969 leitete er deren Neuauflage, die International Omo Research Expedition. Die zahlreichen Fossilienfunde im Omo-Gebiet ermöglichten es seinem Nachfolger, Yves Coppens, eine Fortsetzung der Feldforschung in Äthiopien finanziert zu bekommen, die International Afar Research Expedition in den Jahren 1972, 1973, 1974, 1975 und 1976/77, deren französisches Team Coppens ebenfalls leitete. Zu den herausragenden Entdeckungen Arambourgs in Äthiopien zählen neben diversen Überresten von Australopithecus die ersten Belege für die von ihm neu benannte Art Paranthropus aethiopicus.
Arambourg zu Ehren wurden mehrerer Tier- und Pflanzenarten benannt: die Alligatoren Arambourgia gaudryi und Euthecodon arambourgii, der Flugsaurier Arambourgiania philadelphiae, die fossilen Fische Arambourgthurus scombrurus und Camilleacanthus, der Halisaurus Halisaurus arambourgi und ein Hülsenfrüchtler namens Pterocarpoxylon arambourgii.

## Belege
1. ↑  Bibliothèque nationale de France, Catalogue Général: Eintrag Arambourg, Camille.
2. ↑  Eintrag Arambourg, Camille Louis Joseph in Bernard Wood (Hrsg.): Wiley-Blackwell Encyclopedia of Human Evolution. 2 Bände. Wiley-Blackwell, Chichester u. a. 2011, ISBN 978-1-4051-5510-6.
3. ↑  Biographie: Arambourg, Camille Louis Joseph. Auf: encyclopedia.com.
4. ↑  Camille Arambourg: Les poissons de la Méditerranée à la fin du miocène. In: La Nature. Band 56, 1928, S. 145–148.
5. ↑  Camille Arambourg: Révision des ours fossiles de l’Afrique du Nord. In: Annales du Muséum d’Histoire Naturelle de Marseille. Band 25, 1933, S. 247–301.
6. ↑  Camille Arambourg: Mammifères fossiles du Maroc. In: Mémoires de la Société des Sciences Naturelles du Maroc. Band 46, 1938, S. 1–72.
7. ↑  Yves Coppens: Histoire des expéditions paleontologiques en Afrique orientale. 10ème anniversaire de la mort de Camille Arambourg.
8. ↑  Camille Arambourg: Le gisement moustérien et l’homme du Jebel Irhoud (Maroc). In: Quaternaria. Band 7, 1965, S. 1–7.

| Personendaten    | Personendaten                                        |
| ---------------- | ---------------------------------------------------- |
| NAME             | Arambourg, Camille                                   |
| ALTERNATIVNAMEN  | Arambourg, Camille Louis Joseph (vollständiger Name) |
| KURZBESCHREIBUNG | französischer Geologe und Paläontologe               |
| GEBURTSDATUM     | 2. März 1885                                         |
| GEBURTSORT       | Paris                                                |
| STERBEDATUM      | 19. November 1969                                    |
| STERBEORT        | Paris                                                |